# Banjarasri (Tanggulangin)
Banjarasri is een bestuurslaag in het regentschap Sidoarjo van de provincie Oost-Java, Indonesië. Banjarasri telt 2346 inwoners (volkstelling 2010).